# Музей истории Уралмашзавода
Музе́й исто́рии Уралма́шзаво́да находится в Екатеринбурге, на площади Первой пятилетки, в здании центральной заводской проходной. Основан в 1967 году. До 2013 года располагался в здании бывшего ДК УЗТМ на бульваре Культуры, 3.

## История
Музей истории Уральского завода тяжёлого машиностроения создавался в 1960-х годах по инициативе секретаря парткома И. И. Потапова и главного инженера завода Н. И. Рыжкова, будущего председателя Совета министров СССР. Под музей, первоначально получивший название «Музей трудовой и боевой славы Уралмашзавода», было отведено и реконструировано левое крыло заводского Дворца культуры, располагавшегося в здании по адресу улица Культуры, 3.
Для наполнения фондов будущего музея руководством парткома и завода были подготовлены и выданы старейшим работникам Уралмашзавода анкеты для сбора их воспоминаний. Планировалось закончить сбор и обработку анкет к 10 сентября 1967 года, но работа затянулась вплоть до 1984 года. В результате музейный фонд пополнился более чем сотней рукописей первостроителей и руководителей завода.
Первая экспозиция, составленная из воспоминаний первостроителей, их личных вещей, образцов продукции и фотографий сотрудника газеты «За тяжёлое машиностроение» и главного заводского фотохроникёра Ф. Ф. Рыбакова, была открыта 5 ноября 1967 года. Фонды музея насчитывают тысячи фотографий и сотни киноплёнок, посвящённых истории УЗТМ.
В советские годы в залах музея устраивали торжественные мероприятия — воинскую присягу, выдачу комсомольских билетов, а также приём в пионеры.
В 2013 году музей переехал в реконструированное здание центральной проходной завода на площади Первой пятилетки. После переезда была открыта новая обширная экспозиция, состоящая из двух частей. Первая часть посвящена истории завода и связанным с ним персоналиям. Вторая содержит макеты продукции завода, а также подарки и награды завода и его сотрудников. Отдельные экспозиции посвящены деталям танка Т-34 с образцами брони, биографии Н. И. Кузнецова.

Экспозиции музея
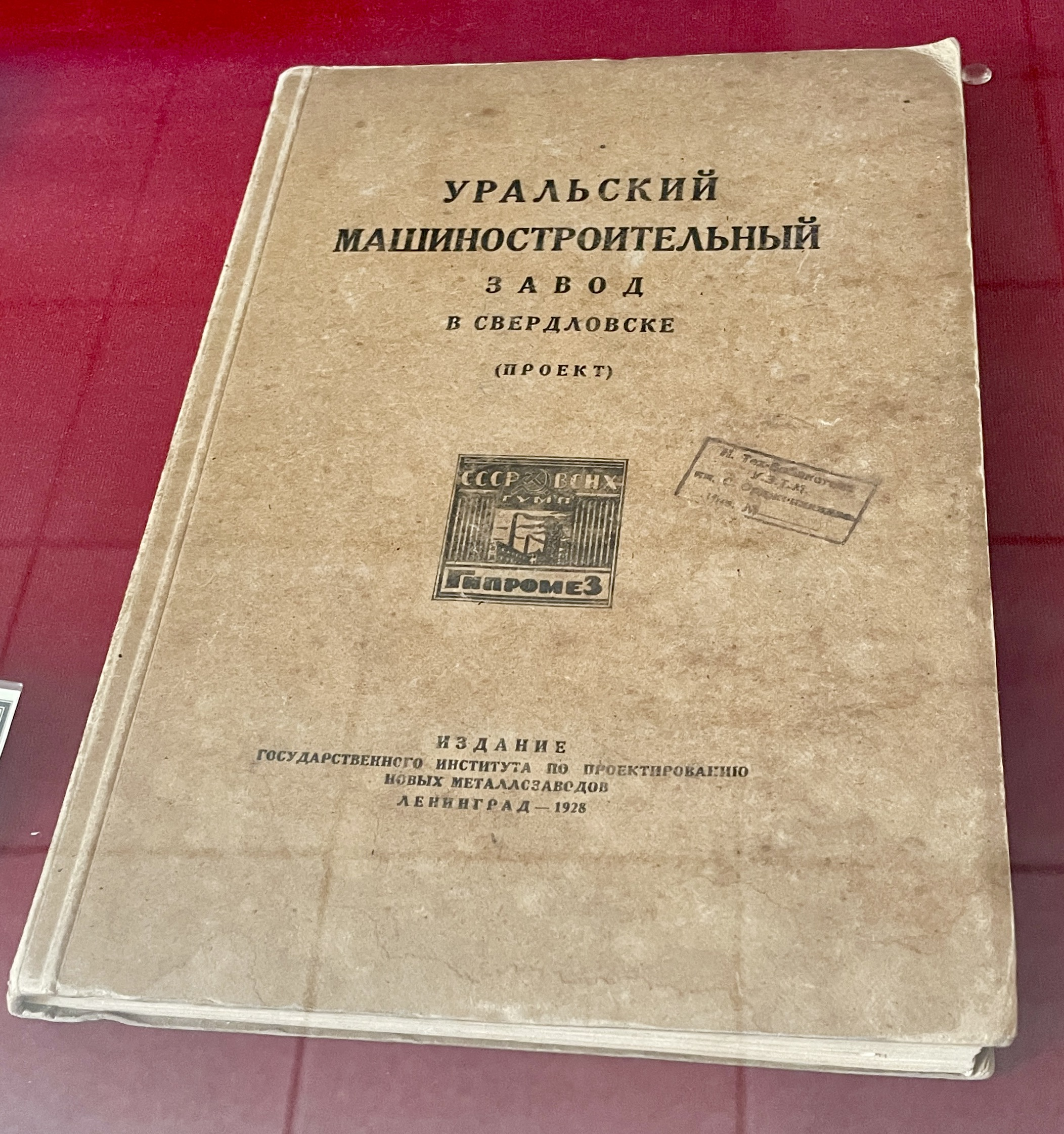
Проект строительства УЗТМ
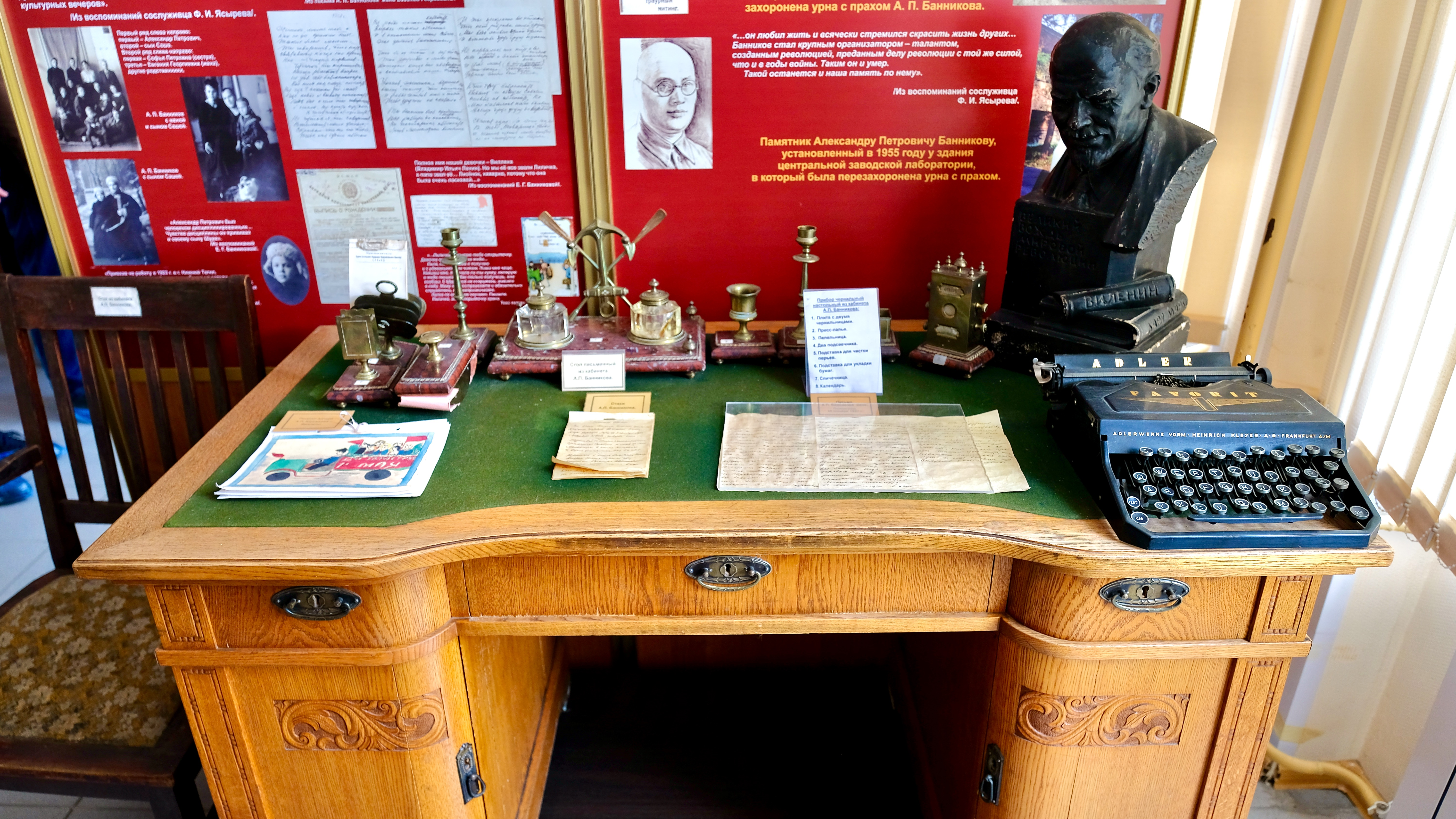
Реконструкция кабинета А. П. Банникова
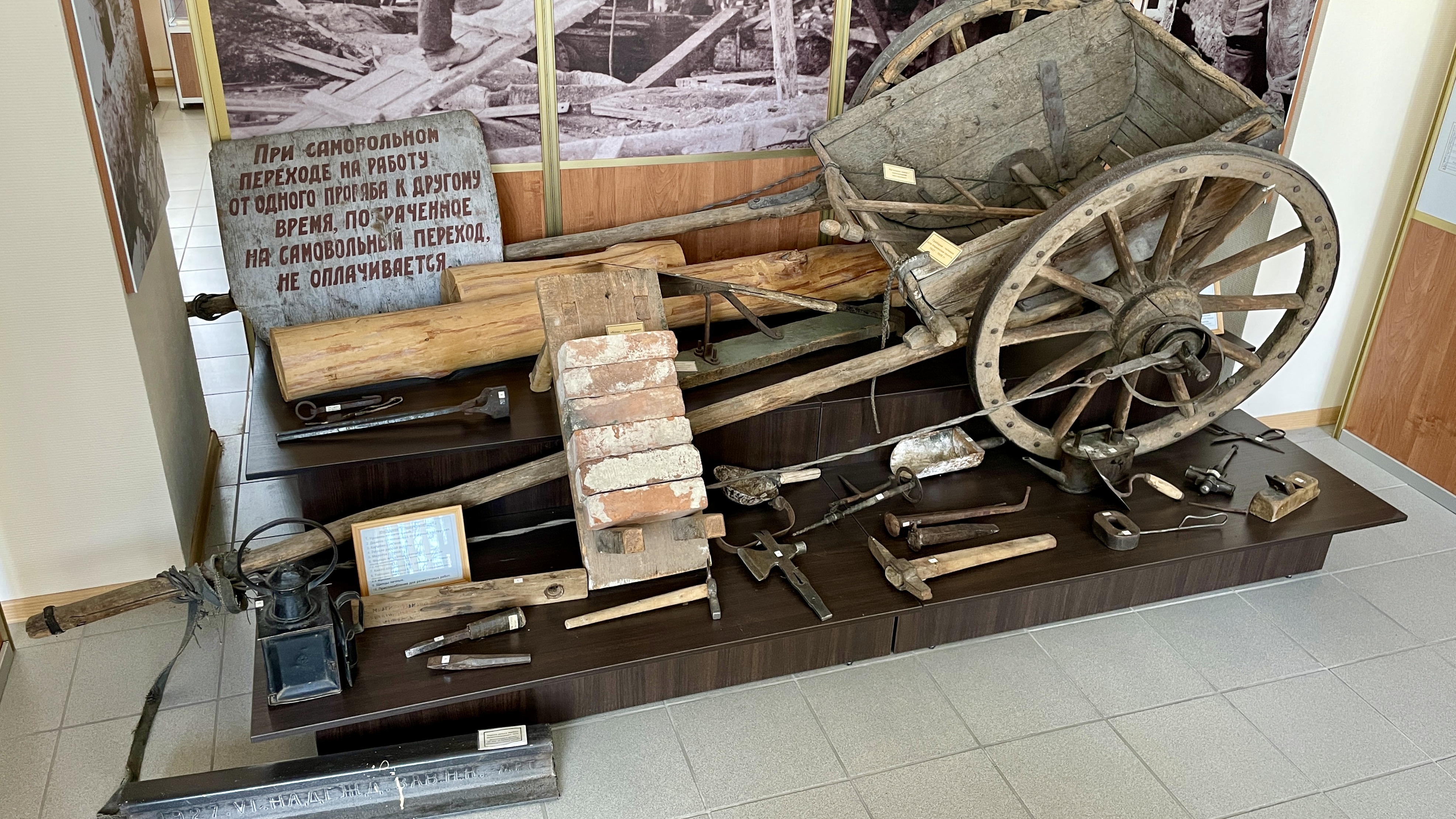
Инструменты строителей завода
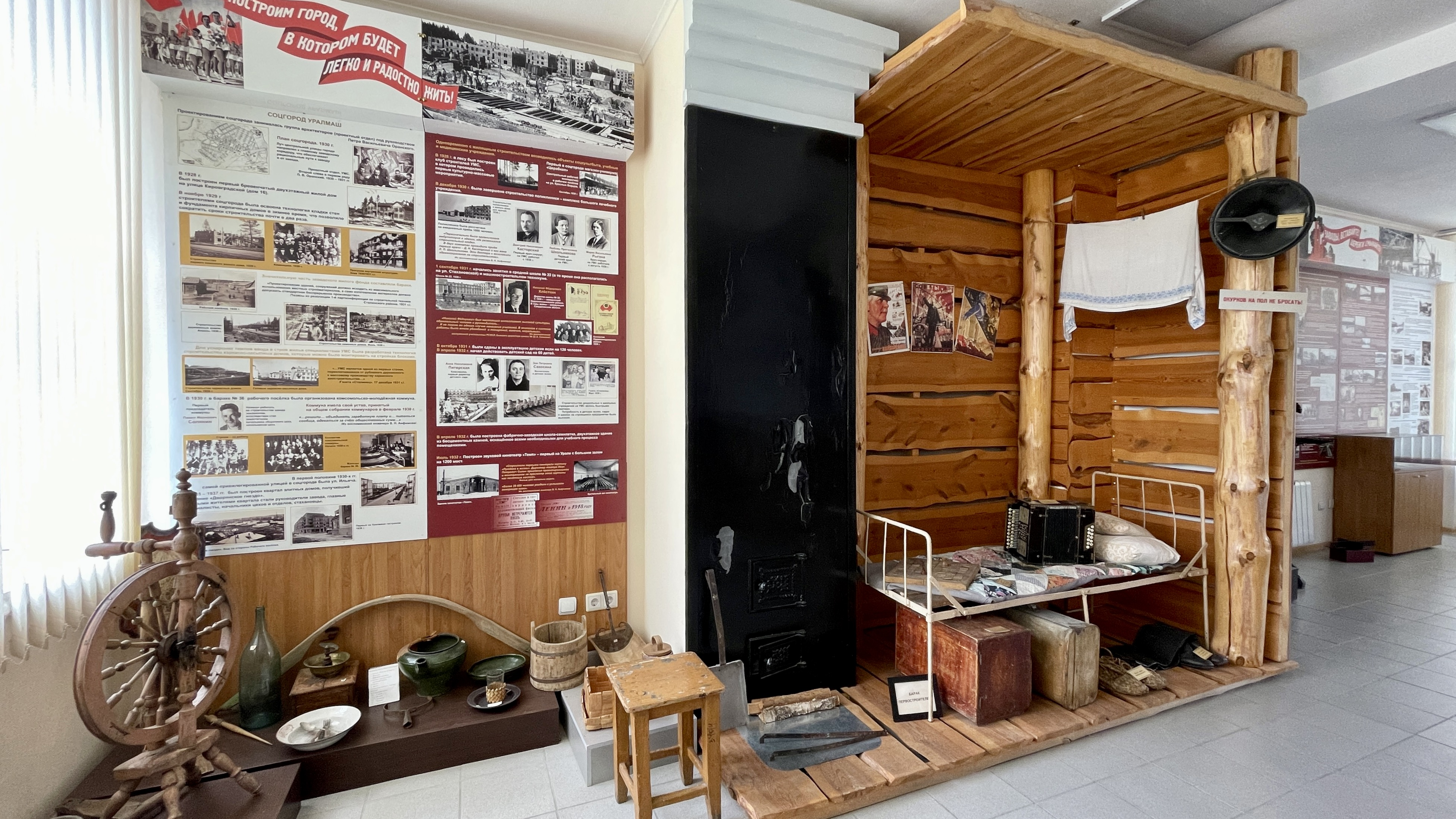
Реконструкция барака строителей завода
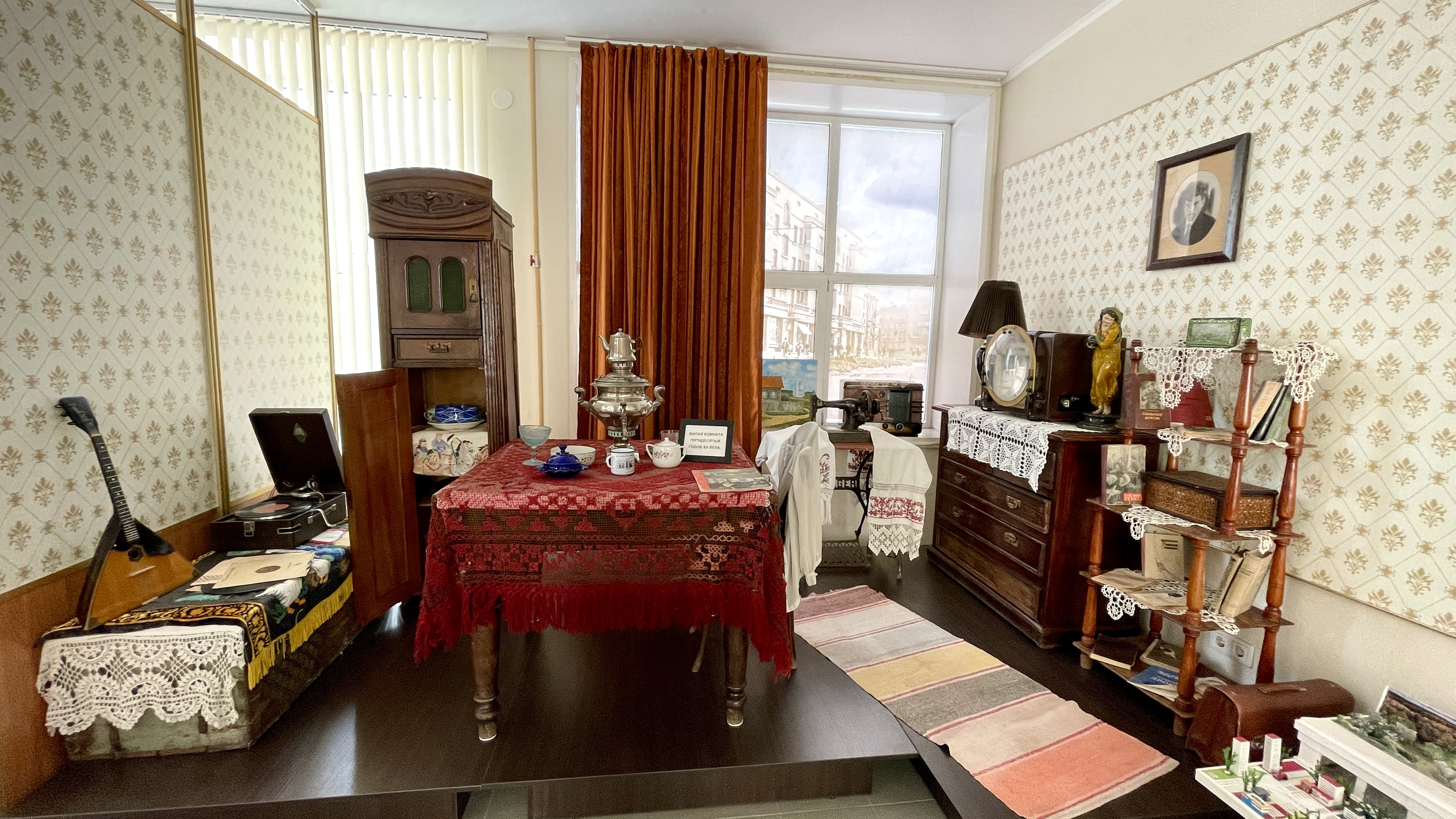
Предметы советского быта
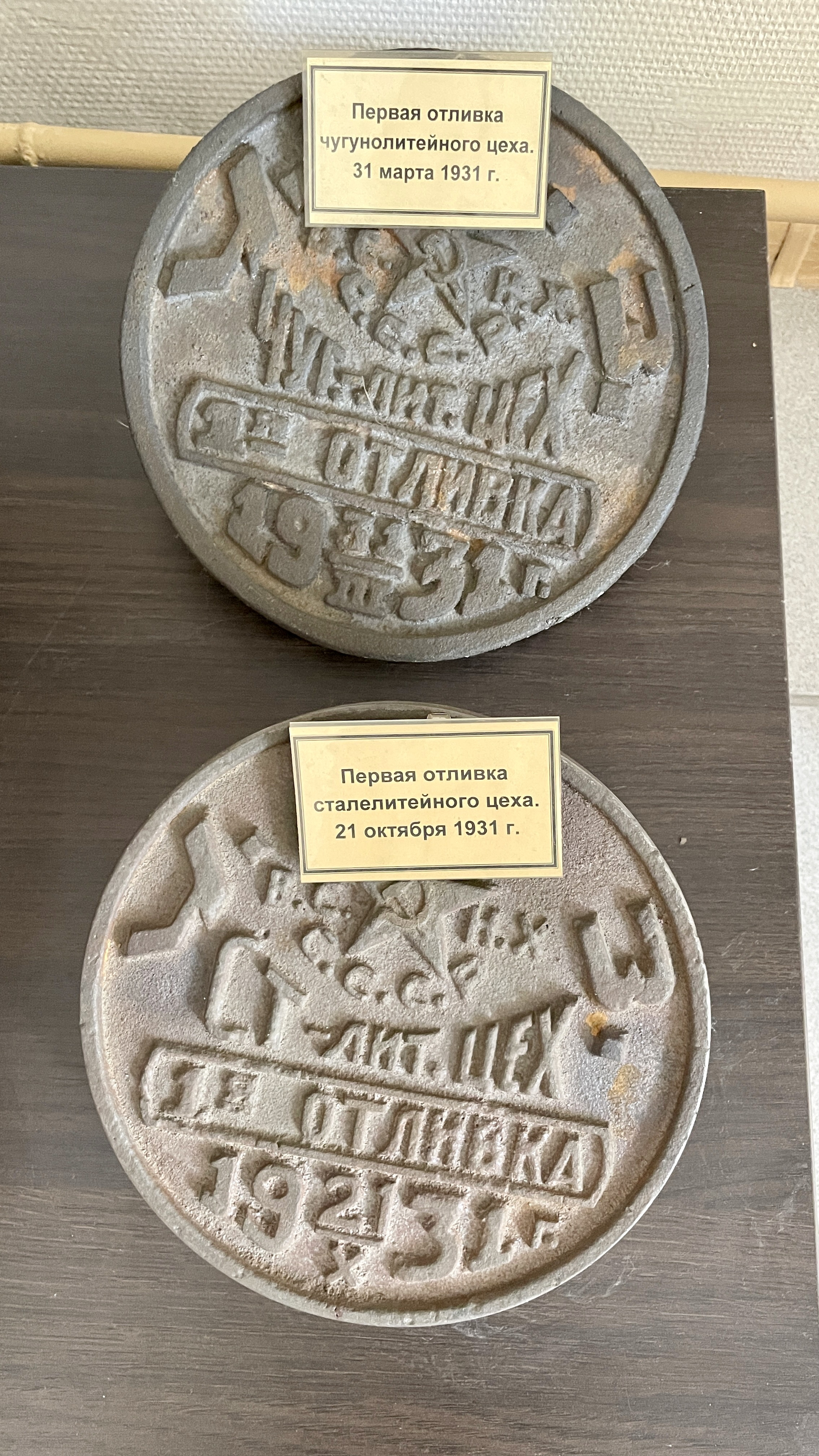
Первые отливки УЗТМ 1931 года
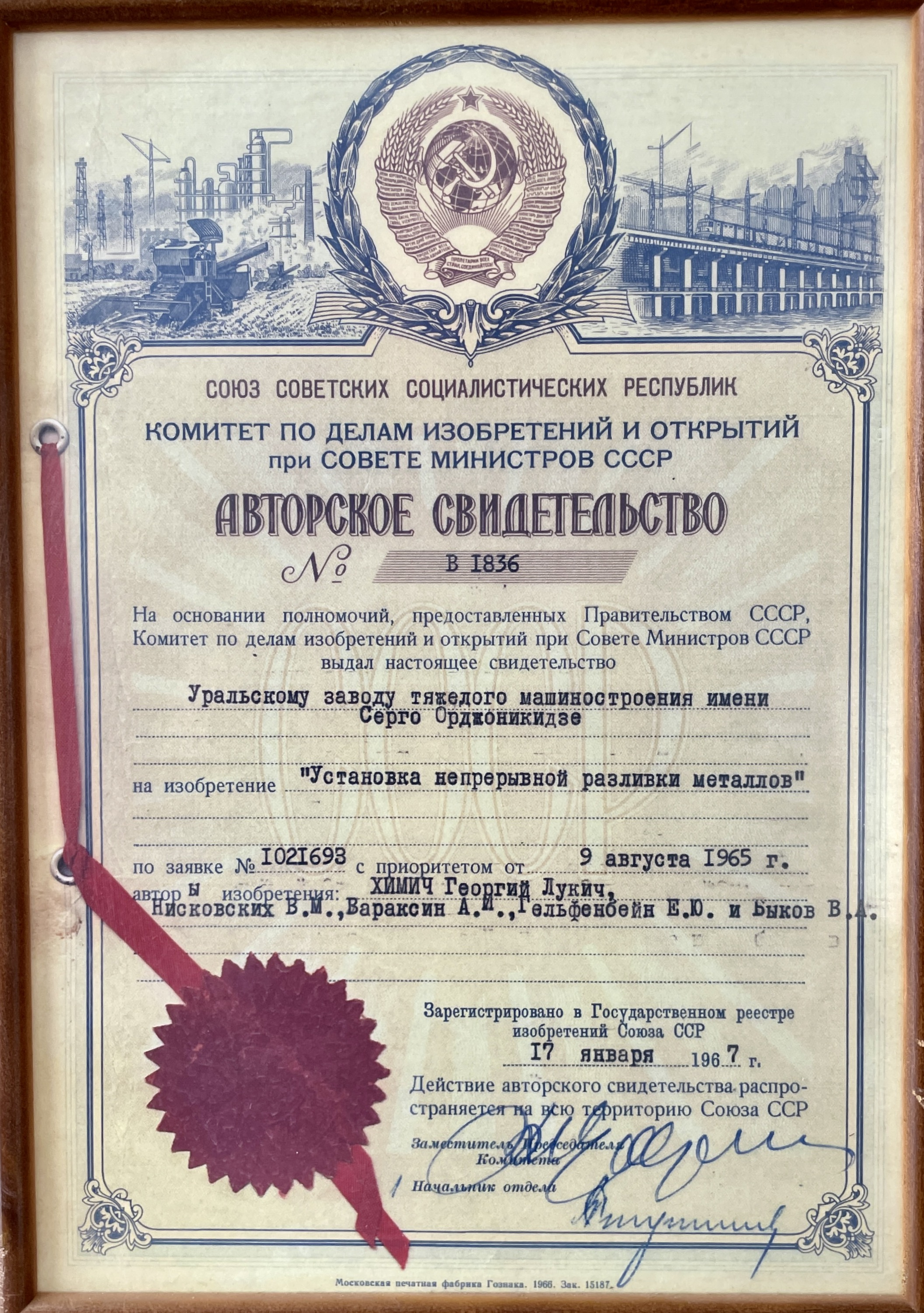
Авторское свидетельство на УНРС 1965 года
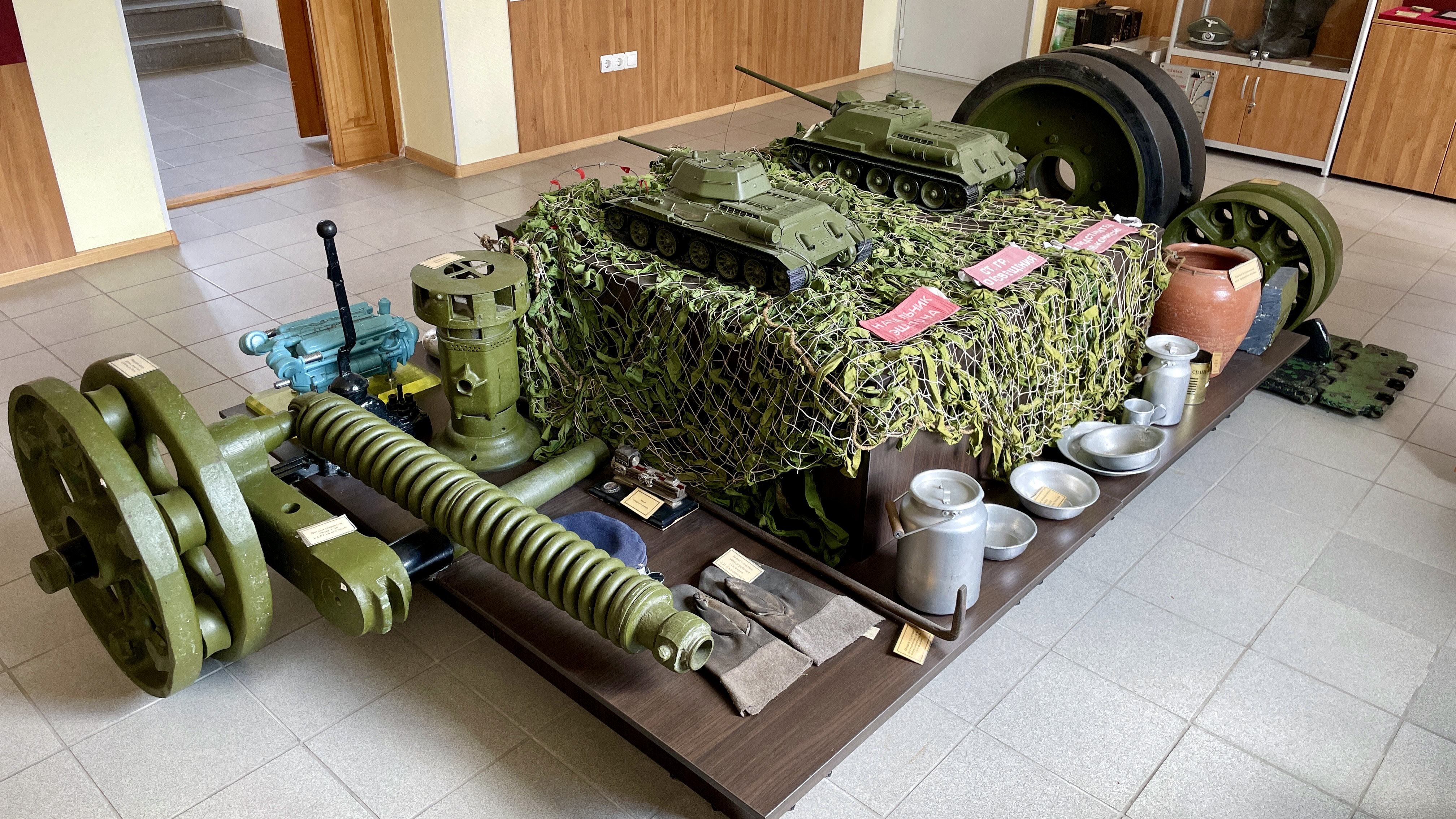
Детали тяжёлой техники, производившиеся УЗТМ
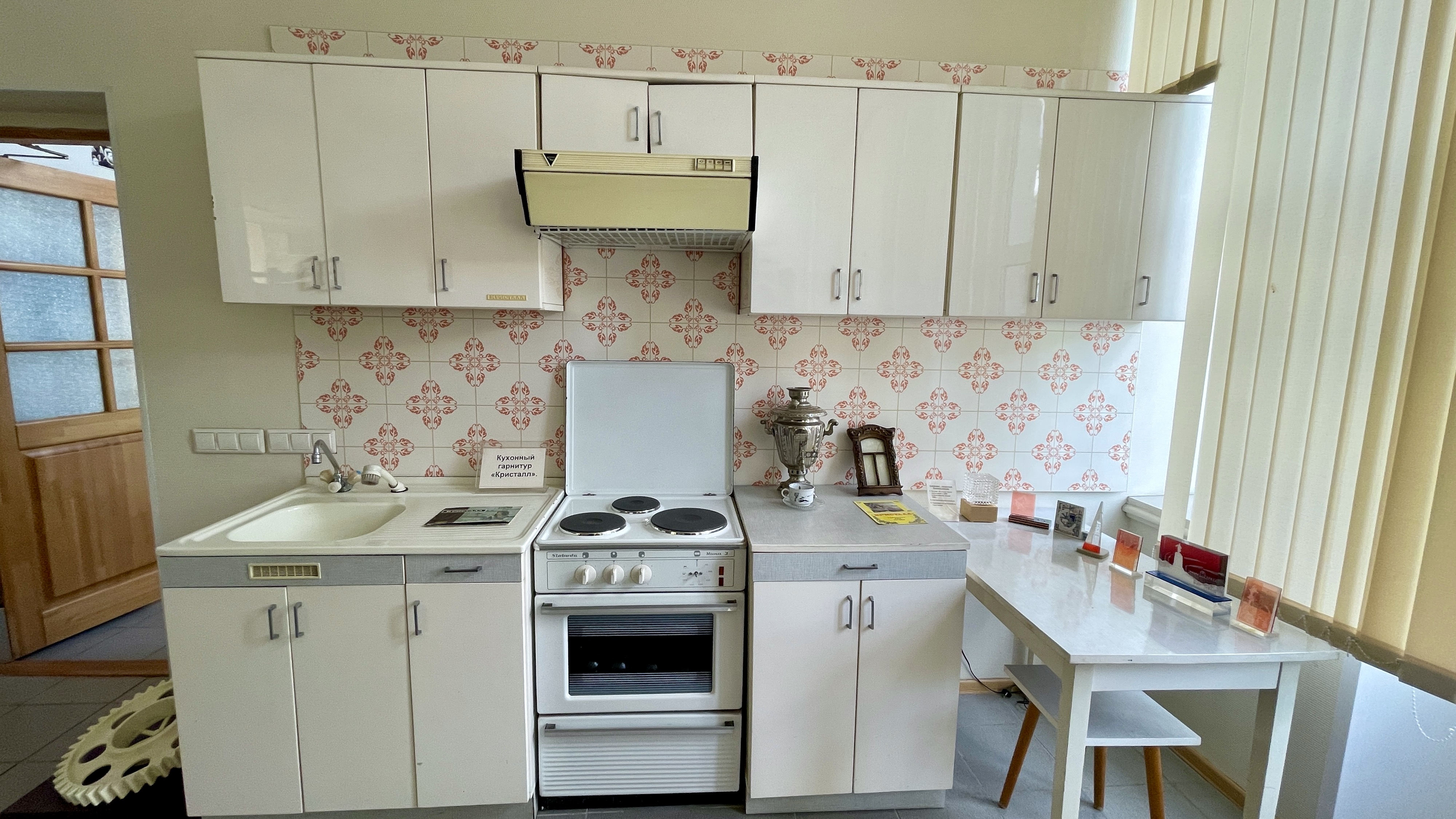
Кухонный гарнитур «Кристалл»
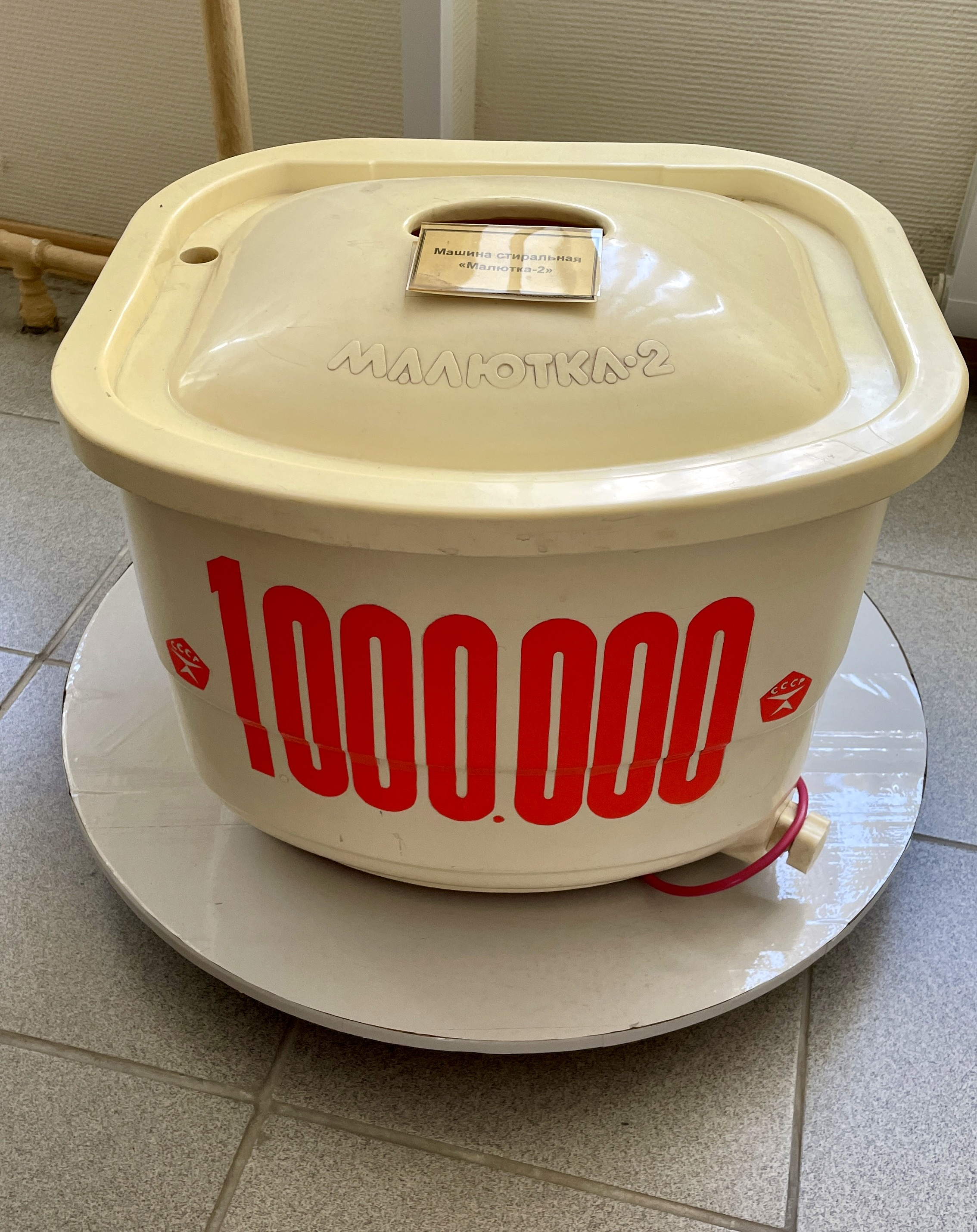
Миллионный экземпляр Малютки
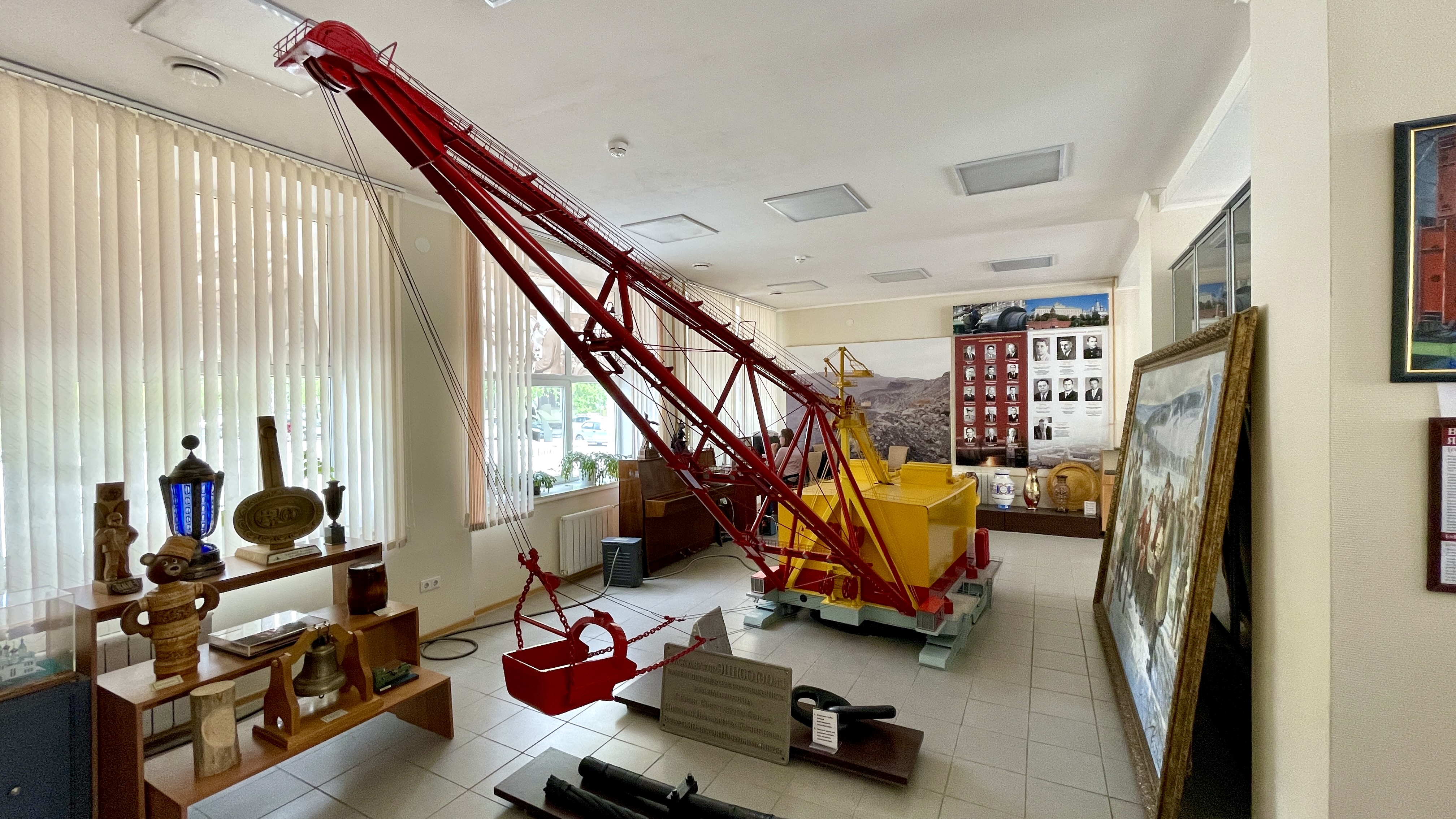
Модель шагающего экскаватора ЭШ-100